# Студеники (Гродненская область)
Студеники (бел. Студзенікi) — деревня в Свислочском районе Гродненской области Белоруссии. Входит в состав Новодворского сельсовета. Располагается на территории национального парка Беловежская пуща.
Населенный пункт «Студеники» состоит из нескольких ранее отдельных и самостоятельных деревень: Бойковичи (ныне ул. Порозовская), Студеники (ул. Центральная), Працутичи (ныне ул. Лесная). Процесс объединения трёх деревень в один населённый пункт начался предположительно в 80-е года прошлого века, но точная дата их слияния неизвестна.

## Происхождение названия
По материалам исследований Александра Полубинского, название деревни Студеники образовано от слов «студня» (рус. колодец), «студзёнка» — источник, струя воды, которая вытекает из земли. Можно предположить, что когда-то в этих местах бил ключом источник чистой студеной воды, утолявший жажду жителей окрестностей. Есть и «местная» версия происхождения деревни. По рассказам старожилов, в XIX веке здесь жил богатый помещик Студень. Крестьян, работавших на него, называли «студениками».
Название деревни Бойковичи (бел. Бойкавічы), которая вошла в состав Студеник (ныне это улица Порозовская), вероятней всего происходит от словообразования «бойка» — приспособление в котором били масло и «вічы» — создавать, производить. Такой вывод можно сделать по местной легенде, которая гласит, что некогда в деревне жил талантливый мастер по дереву. У него всё хорошо получалось: ложки, бочки, различные деревянные орудия, но особенно пользовались у населения спросом бойки. В знак памяти к мастеру и назвали местность Бойковичи.
Деревня Працутичи (бел. Працуцічы), которая сегодня тоже находится в составе Студеник (ныне это улица Лесная), получила своё название от личного имени Працук — разговорный вариант церковного имени Протасий (от греч. Protasso — «определять, утверждать»). Не исключено, что наименование поселения образовалось через стадию фамилий Працук, Працуцiч. Формант -ичи указывает на то, что поселение основано группой кровных родичей, общим предком которых по линии отца был Працук. Такое мнение высказала доктор филологических наук, профессор Ирина Гапоненко.

## Население
- 1897 год — 73 двора, 451 человек
- 1905 год — 449 человек
- 1999 год — 442 человека
- 2003 год — 384 человек
- 2010 год — 256 человек
- 2014 год — 135 жилых дворов, 222 жителя

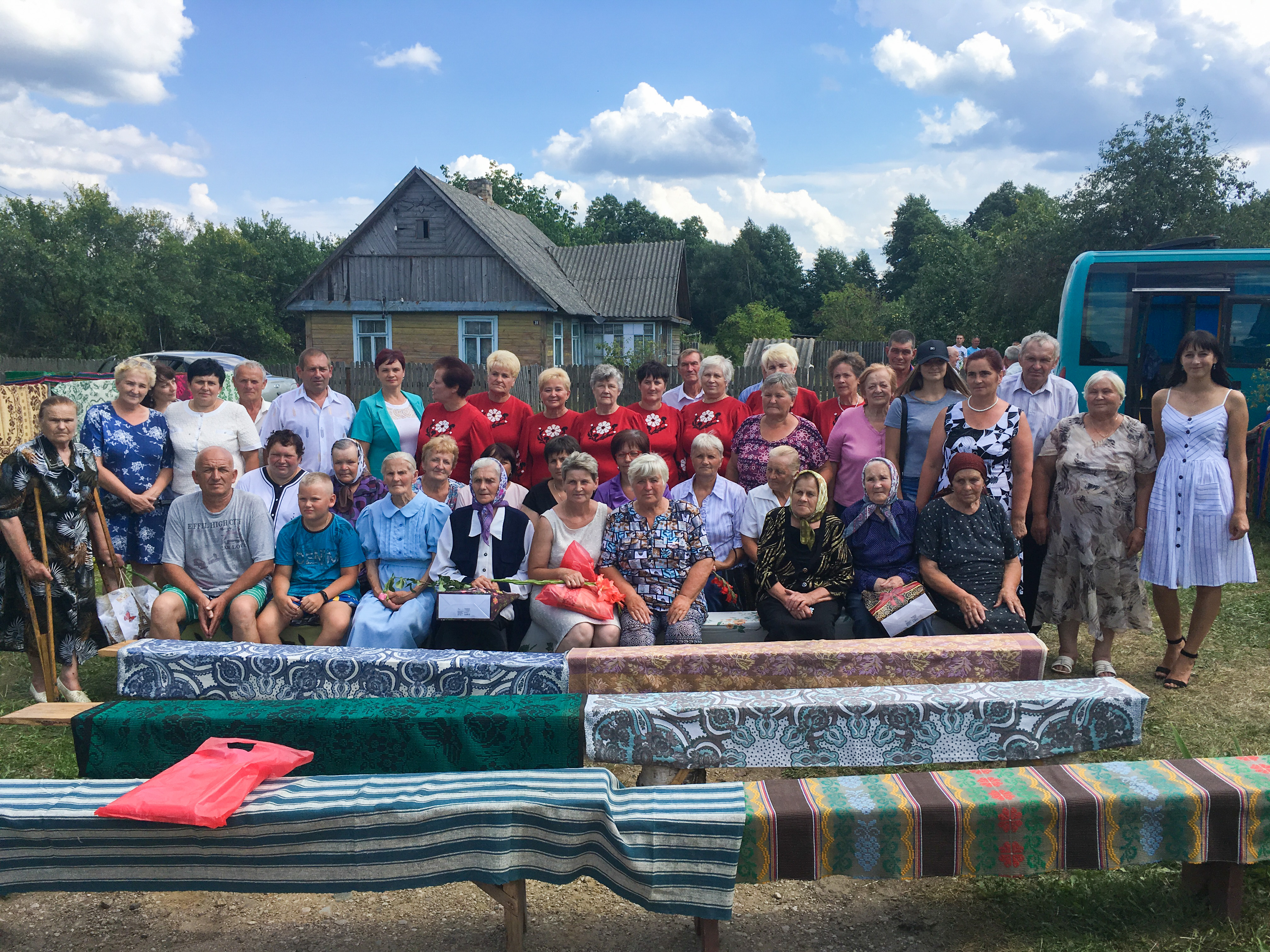
Односельчане д. Бойковичи (ныне жители ул. Порозовская) на празднике "День деревни" 5 августа 2018

## Достопримечательности

### Каменные могилы
У деревни есть своя небольшая достопримечательность — каменные могилы XIV—XVI веков (около 50 могил). Археологический памятник внесён в список историко-культурных ценностей Республики Беларусь и свидетельствует о том, что первые поселения в этих местах появились ещё в I—XIII веках.
Сохранность захоронений долгое время была под угрозой. В послевоенные годы строительство хозяйственных построек, местными жителями, примкнуло вплотную к могильным захоронениям. В 60-е годы, на месте древнего кладбища началась разработка карьера откуда велась добыча песка для строительства дороги от посёлка Порозово к Студеникам. В результате этой деятельности, могильные валуны были оттянуты со своих мест в общую кучу и лишь немногие остались на своих местах. Найденные человеческие останки были перезахоронены , однако на сегодняшний день место перезахоронения неизвестно. После закрытия добычи, постепенно карьер стал заполняться бытовым мусором. На сегодняшний день карьер порос лесом, весь мусор был вывезен.    
|                 |  |  |  |  |
| Каменные могилы |  |  |  |  |

### Гора «Каменка»
До официального признания культурной значимости и ценности могильного захоронения, деревня Студеники была знаменита горой «Каменка» — самой высокой точкой Свислочского района. Хотя называть «Каменку» горой не верно, это скорее высокий и достаточно крутой холм обильно поросший лесом. Существует предположение, что в XIII веке на вершине стоял храм, который не сохранился до наших дней.

## Инфраструктура
Раньше в деревне были школа, клуб, магазин. Теперь из всех социальных объектов остался один фельдшерско-акушерский пункт и приходской костёл Ченстоховской Божьей Матери, построенный в 1994 году и освящённый в 1998 году.
В 2012 году в деревне был построен новый молочнотоварный комплекс на 777 голов.

## Известные уроженцы
Рекуть Ядвина Ивановна — родилась 10 мая 1936 года в Студениках. Герой Социалистического Труда, также награждена орденом Ленина, золотой медалью «Серп и Молот» и медалями ВДНХ СССР.

## Галерея

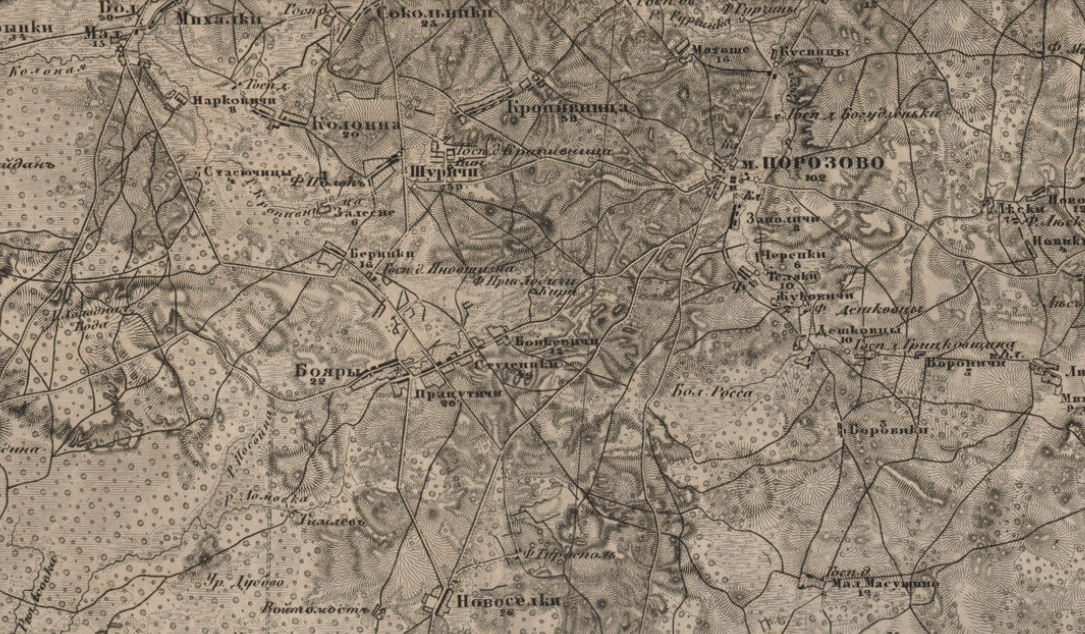
Карта окрестностей деревни 1856 г.
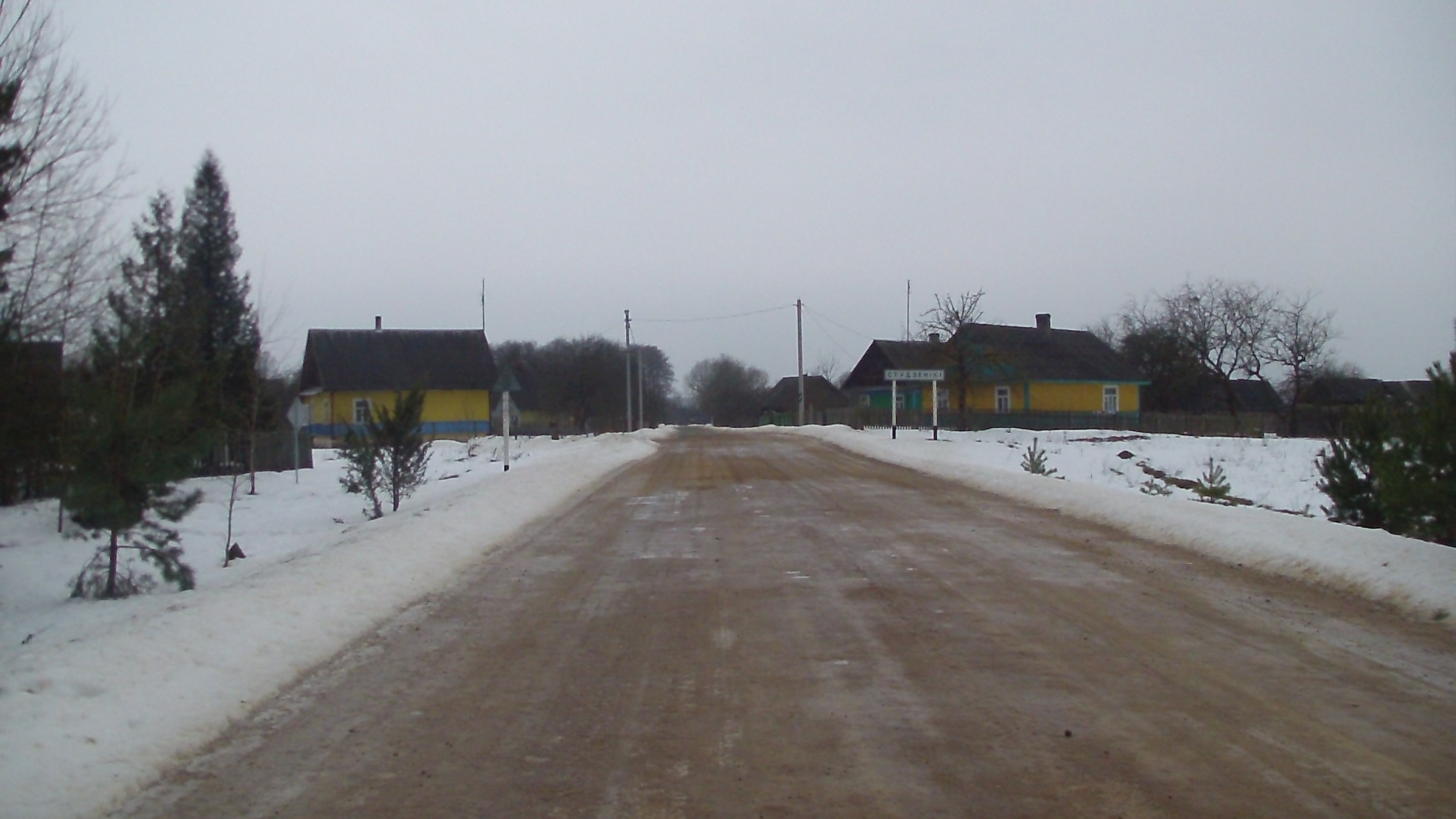
Въезд в деревню зимой 2012-2013
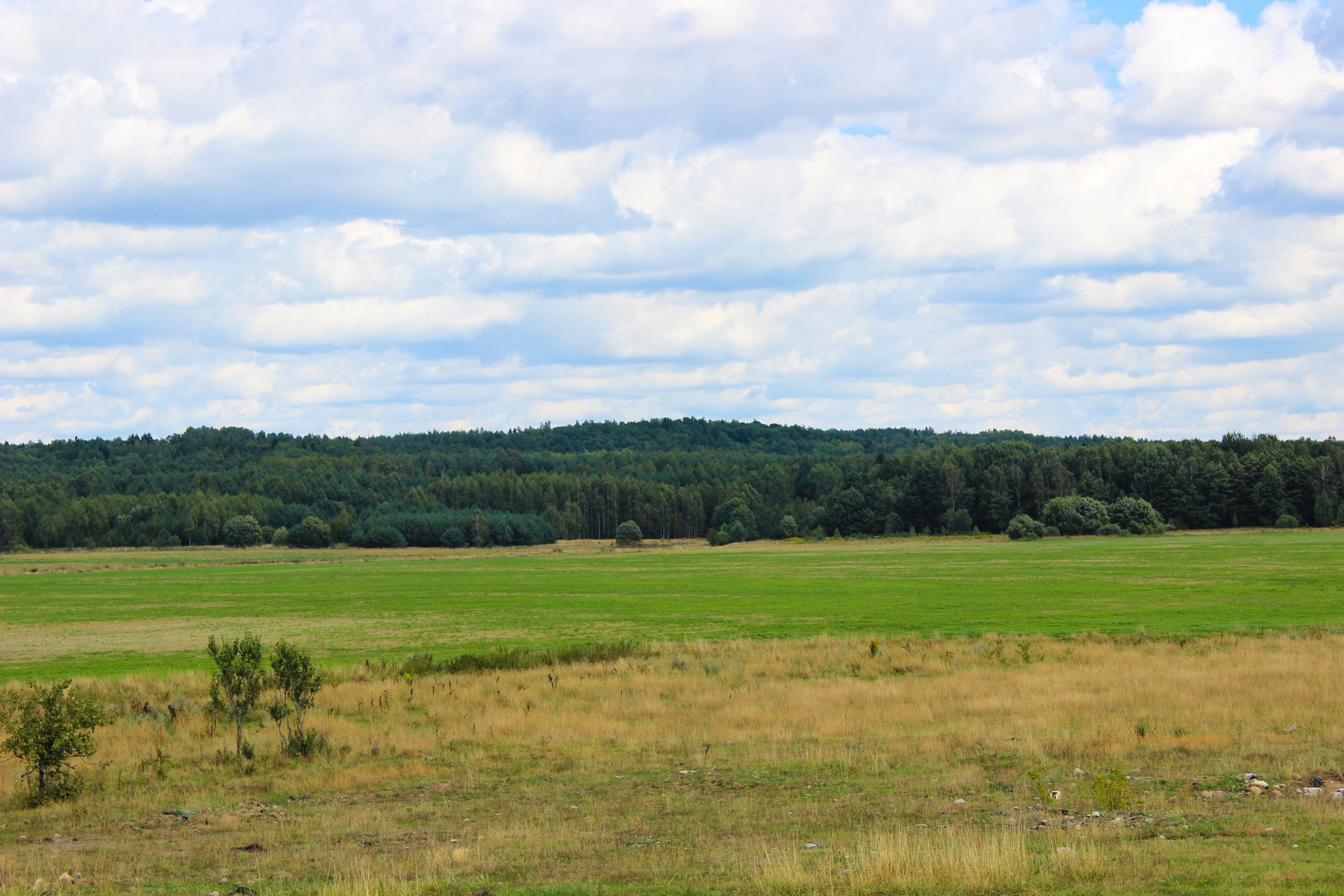
Вид на гору Каменка (в центре видна возвышенность поросшая лесом)
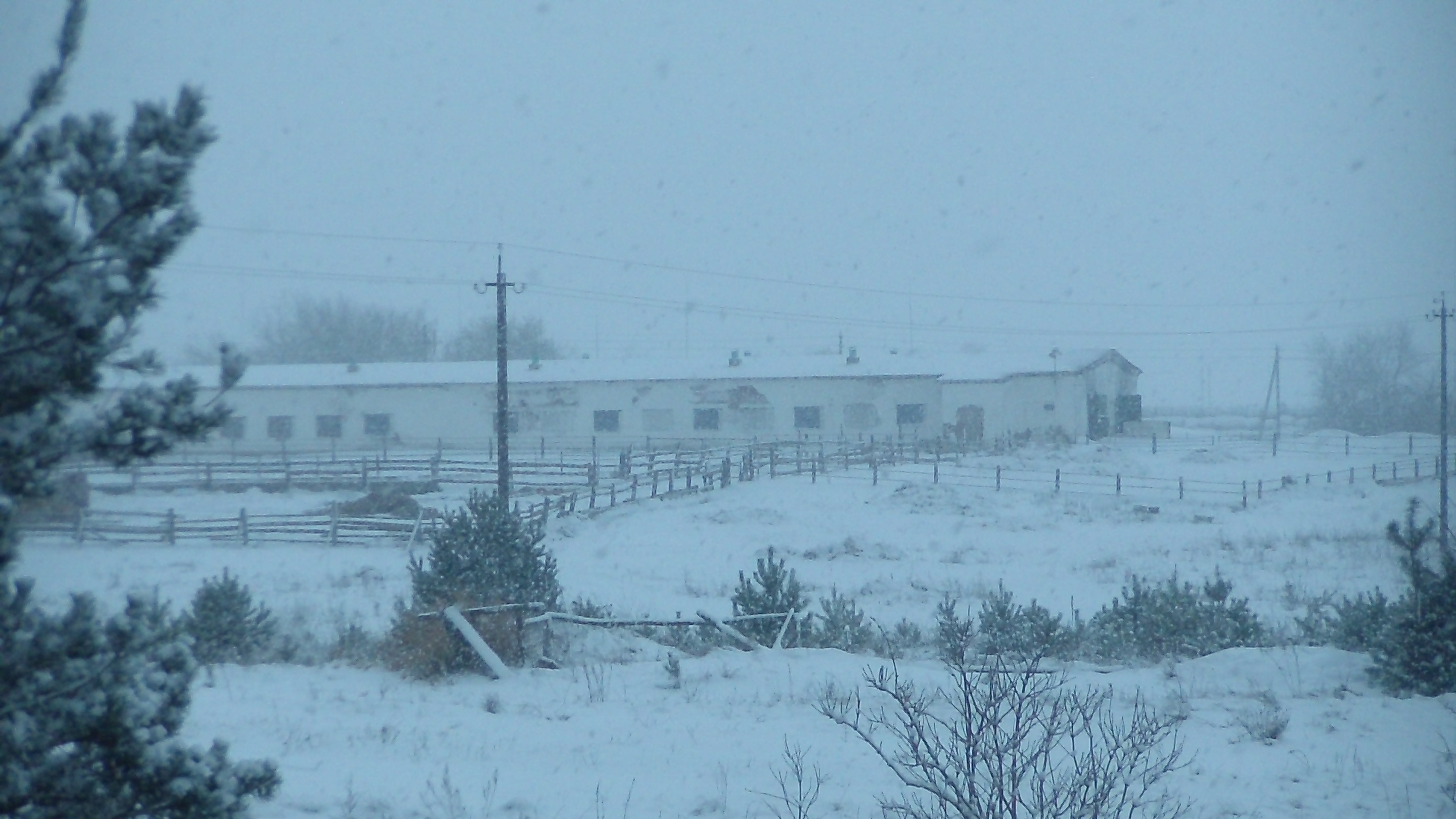
Деревенская ферма (фото 2013 года). Ныне не существует
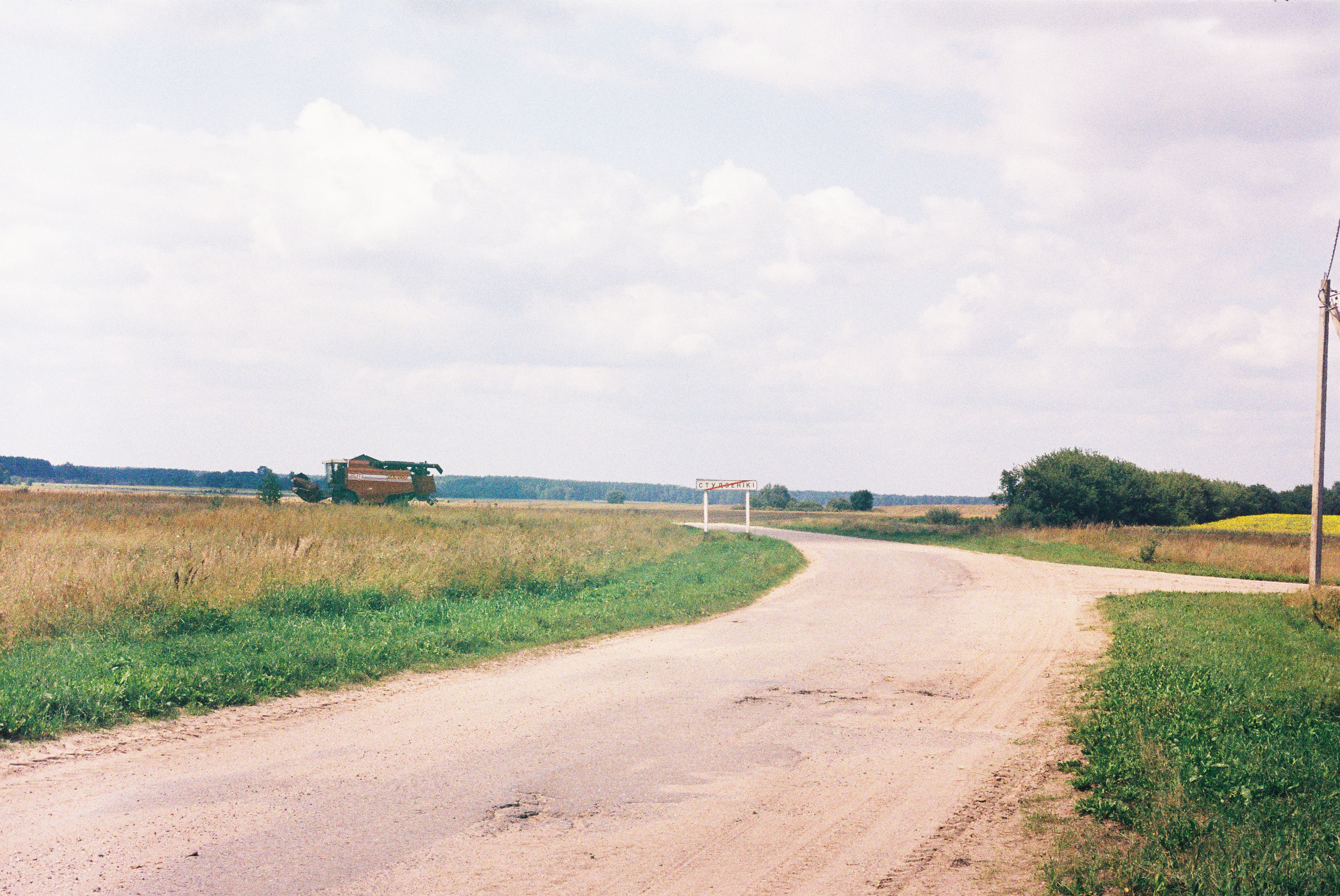
Уборка урожая в 2021 году
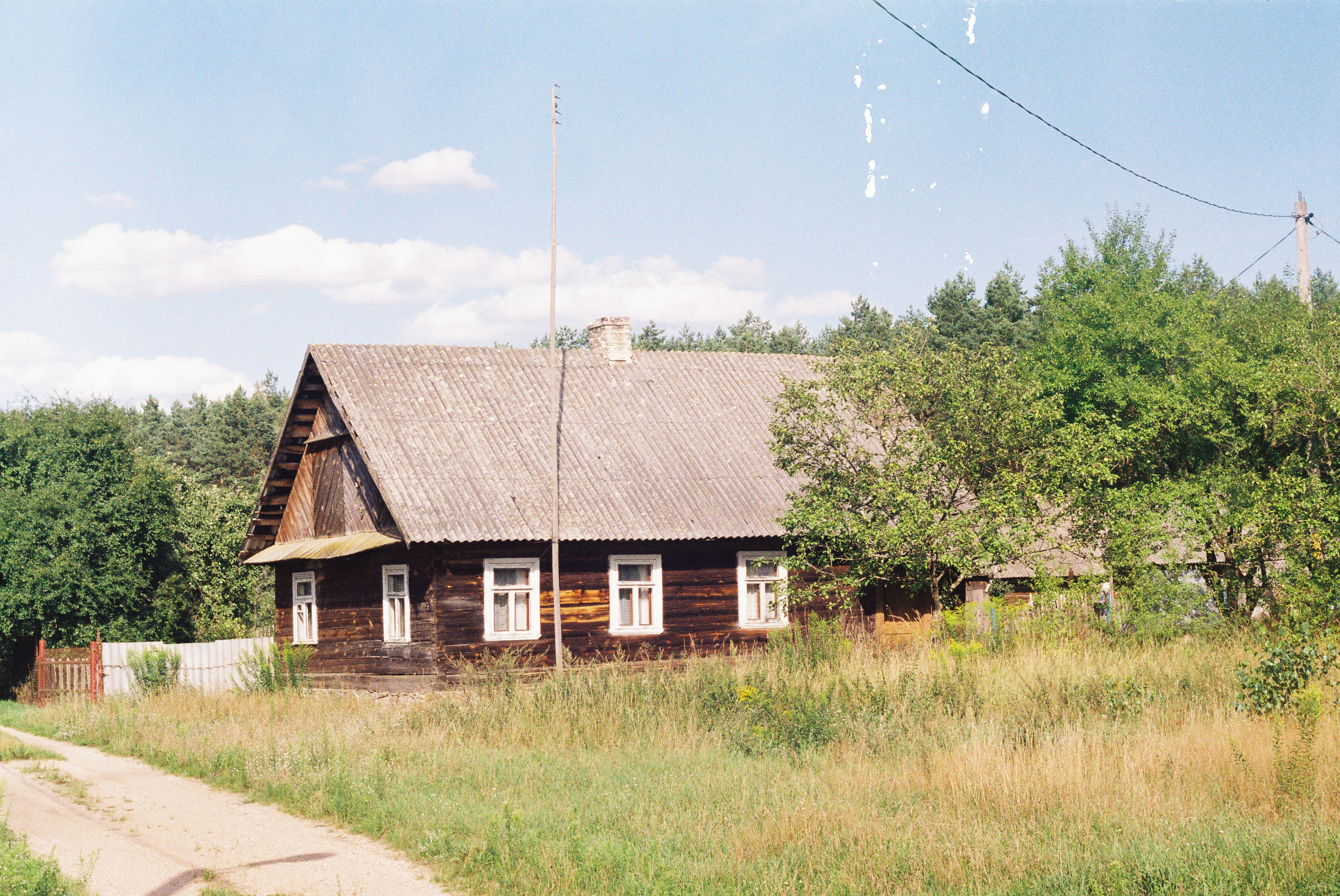
Один из домов в деревне
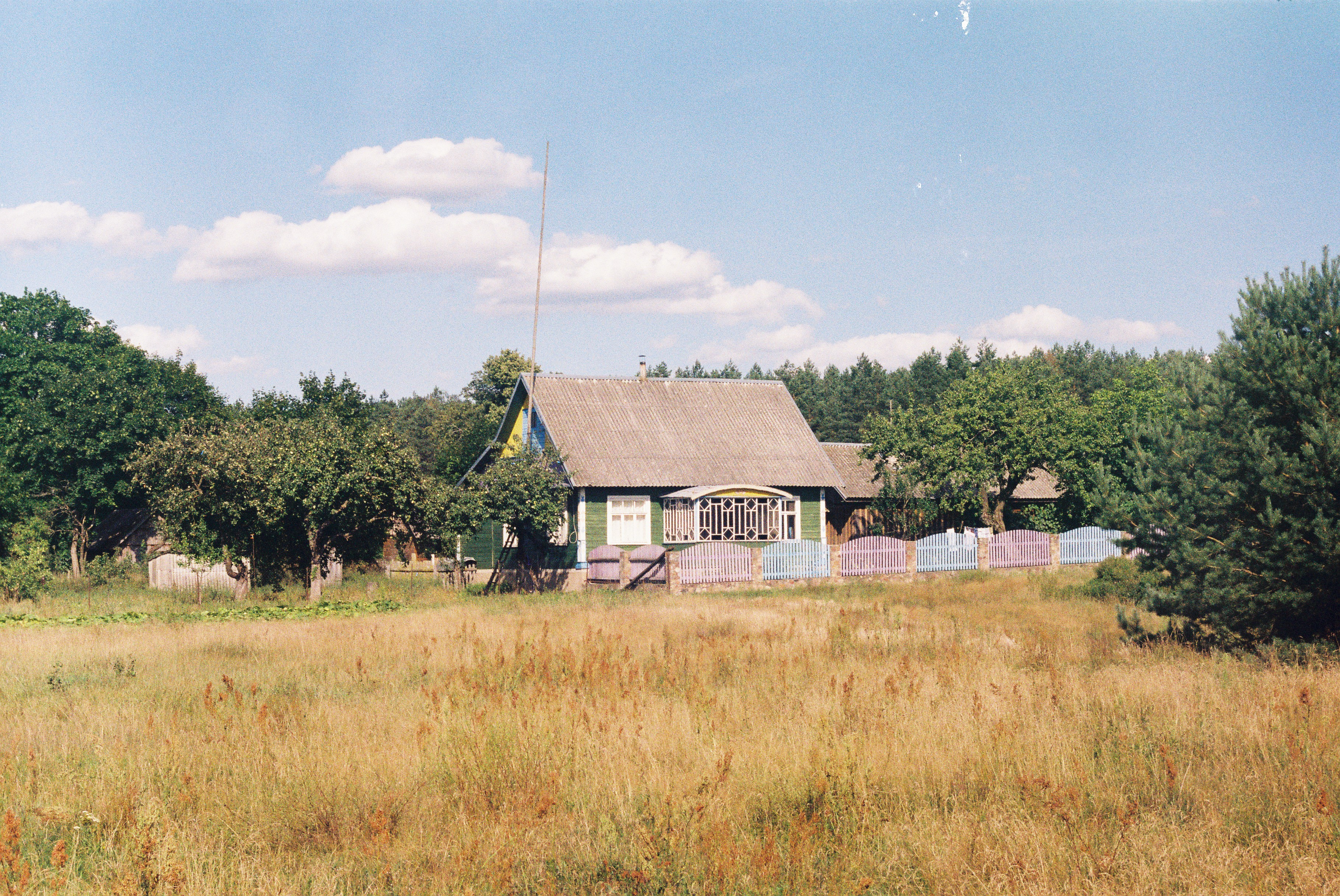
Один из домов в деревне
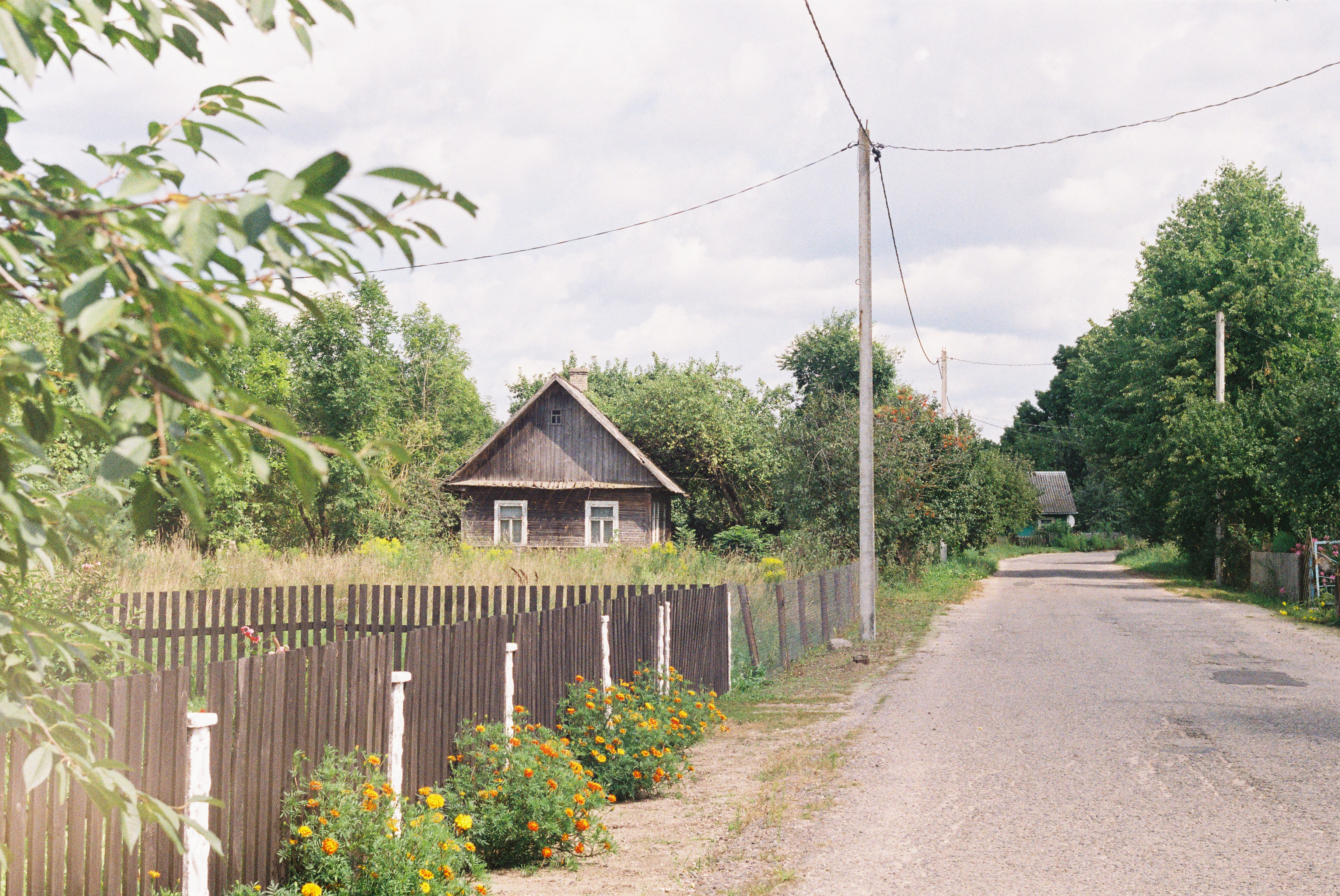
ул. Порозовская (ранее д. Бойковичи)